# Linneus (Maine)
Linneus város az USA Maine államában, Aroostook megyében. 

## Népesség
A település népességének változása: